# Леняго
Леня̀го (на италиански и на венециански: Legnago) е град и община в Северна Италия, провинция Верона, регион Венето. Разположен е на 16 m надморска височина. Населението на общината е 25 351 души (към 2015 г.).